# Jan Brandes

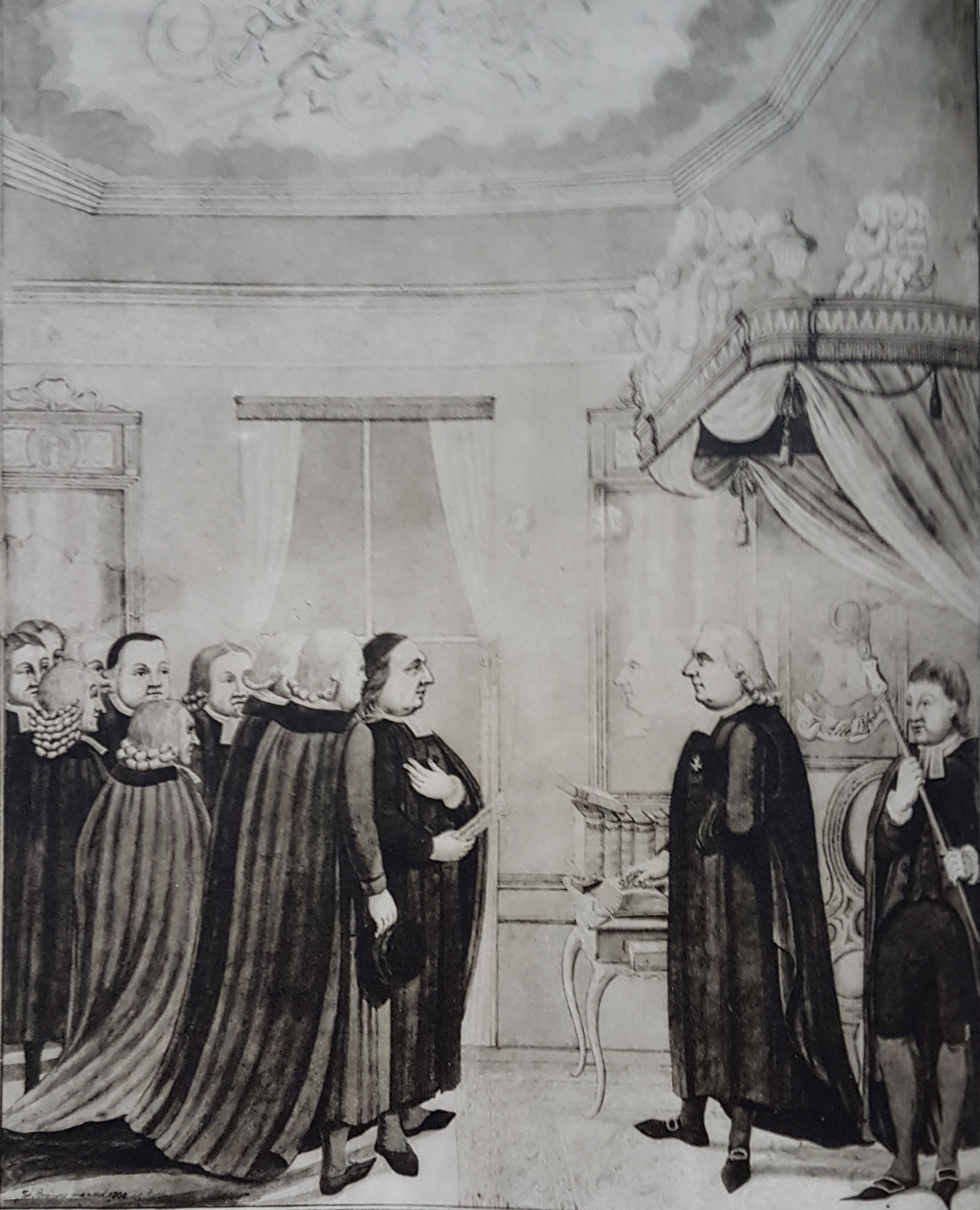
Ärkebiskop Jacob Lindblom och lagman Lars Axel Liljenstolpe avbildade av Jan Brandes.

Jan (Johan) Brandes, född 11 augusti 1743 i provinsen Bodegraven i Zuid-Holland i Nederländerna, död 31 augusti 1808 på Skälsebo, i Tuna socken i Småland, var en nederländsk-svensk präst, målare och tecknare.

## Biografi
Brandes var först gift med en nederländsk kvinna och från 1788 med Maria Charlotta Wimmermark, dotter till Zacharias Wimmermark, rådman i Vimmerby. Från 1778 var han kyrkoherde i den lutherska församlingen i dåvarande Batavia, det vill säga nuvarande Jakarta på Java men begärde avsked 1785. Han invandrade till Sverige 1787 och köpte då egendomen Skälsebo. Där ägna han sig bland annat åt naturstudier och utförde teckningar av djur och växter. Bland annat publicerades några av hans djurteckningar i Göteborgs Vetenskaps- och Vitterhets-samfundets nya handlingar 1808. Av hans konst finns några bevarade porträtt och kulturhistoriskt intressanta teckningar från skilda länder. Brandes är representerad med en genreartad teckning föreställande ärkebiskop Jacob Lindblom och lagman Lars Axel Liljenstolpe vid Stiftsbiblioteket i Linköping och med en teckning på Rijksmuseum i Amsterdam.